# DRIVE TO THE FUTURE
BRIDGESTONE DRIVE TO THE FUTURE（ブリヂストン ドライヴ トゥー ザ フューチャー）は、2010年4月4日からJ-WAVEで放送されているラジオ番組。提供はブリヂストン。2020年9月27日まではZIP-FMでも同時ネットで放送されていた。

## 概要
当スポンサー枠で放送されていたAUTOMOBILE RADIOの後継番組である。前番組がモータースポーツに重きを置いたカーマニア向きの内容であったのに対し、この番組は身近な自動車に関する話題やリスナーからの自動車に関する疑問や質問にピストン西沢が答えるといった内容になっており、ライトユーザー向けの番組になっている。ちなみに、J-WAVEでの放送時間は前身番組のAUTOMOBILE RADIOから引き続き日曜20時スタートであったが、2012年4月改編より日曜19時スタートに変更となった（ZIP-FMも2012年10月改編時に19:00スタートに変更された）。

## 放送時間

### 現在
J-WAVE
- 日曜 19:00 - 19:54（2012年4月 - ）

### 過去
J-WAVE
- 日曜 20:00 - 20:54（2010年4月 - 2012年3月）

ZIP-FM
- 日曜 19:00 - 19:54（2012年10月 - 2020年9月）
- 日曜 20:00 - 20:54（2010年4月 - 2012年9月）

## 出演者

### ナビゲーター
- ピストン西沢

### アシスタント
過去
- 鷲尾春果 （2010年4月3日 - 2012年3月25日）
- 高沢奈苗 （2012年4月1日 - 2013年3月31日）
- 松嶋初音 （2013年4月7日 - 2021年3月28日）